# بخش سدآر، شهرستان مارشال، مینه سوتا
بخش سدآر (به انگلیسی: Cedar Township) یک منطقهٔ مسکونی در ایالات متحده آمریکا است که در شهرستان مارشال، مینه‌سوتا واقع شده‌است.
 بخش سدآر ۹۳٫۹ کیلومتر مربع مساحت و ۹۴ نفر جمعیت دارد و ۳۵۱ متر بالاتر از سطح دریا واقع شده‌است.